# Heggala, Virajpet
Heggala là một làng thuộc tehsil Virajpet, huyện Kodagu, bang Karnataka, Ấn Độ.